# 147P/Kushida–Muramatsu
147P/Kushida–Muramatsu är en kvasi-Hilda-komet som upptäcktes år 1993 av de japanska astronomerna Yoshio Kushida och Osamu Muramatsu.
Enligt beräkningar som gjordes av Katsuhiko Ohtsuka i Tokyo Meteor Network och David Asher vid Armaghobservatoriet, var 147P/Kushida–Muramatsu tillfälligt uppfångad av Jupiter som en oregelbunden måne mellan den 14 maj 1949 och 15 juli 1962 (12.17+0.29
−0.27 år). Det är det femte största objektet som är känt för att ha uppfångats.
Man tror att kvasi-Hilda-kometer kan vara Hilda-asteroider som brutit sig loss. Kometen Shoemaker–Levy 9, som kolliderade med Jupiter 1994, är ett mer känt exempel på en kvasi-Hilda-komet.